# Shueyville (Iowa)
Shueyville – miasto w Stanach Zjednoczonych, w stanie Iowa, w hrabstwie Johnson. W 2000 roku liczyło 250 mieszkańców.